# Сине-Тулица (деревня)
Сине-Тулица — деревня в городском округе город Тула Тульской области в составе Пролетарского территориального округа.

## География
Находится в центральной части Тульской области на расстоянии приблизительно 19 км на северо-восток по прямой от Московского вокзала города Тула.

## История
В 1859 году здесь (тогда деревня Тульского уезда Тульской губернии) было отмечено 13 дворов, в 1926 (уже село) — 50, в конце 1930-х годов — 44. До 2014 года входила в Медвенское сельское поселение Ленинского района до их упразднения.

## Население
Постоянное население составляло 116 человек (1859 год), 270 (1926), 15 (русские 93 %) в 2002 году, 10 в 2010.